# Heinrich Sonnrein
Heinrich Sonnrein (ur. 28 marca 1911 w Hanau, zm. 23 marca 1944) – niemiecki piłkarz występujący na pozycji bramkarza. Zginął w bitwie o Monte Cassino.

## Kariera klubowa
W swojej karierze Sonnrein występował w zespole FC Hanau 93.

## Kariera reprezentacyjna
W reprezentacji Niemiec Sonnrein zadebiutował 15 września 1935 w wygranym 5:0 towarzyskim meczu z Estonią. W latach 1935–1936 w drużynie narodowej rozegrał dwa spotkania.